# Klara skola
Klara gamla skola eller Klara läroverk var sedan 1649 en trivialskola och senare ett elementarläroverk. Skolverksamheten bedrevs i en byggnad i kvarteret Klockstället vid Klara västra kyrkogata 20 på Norrmalm i centrala Stockholm.

## Historik

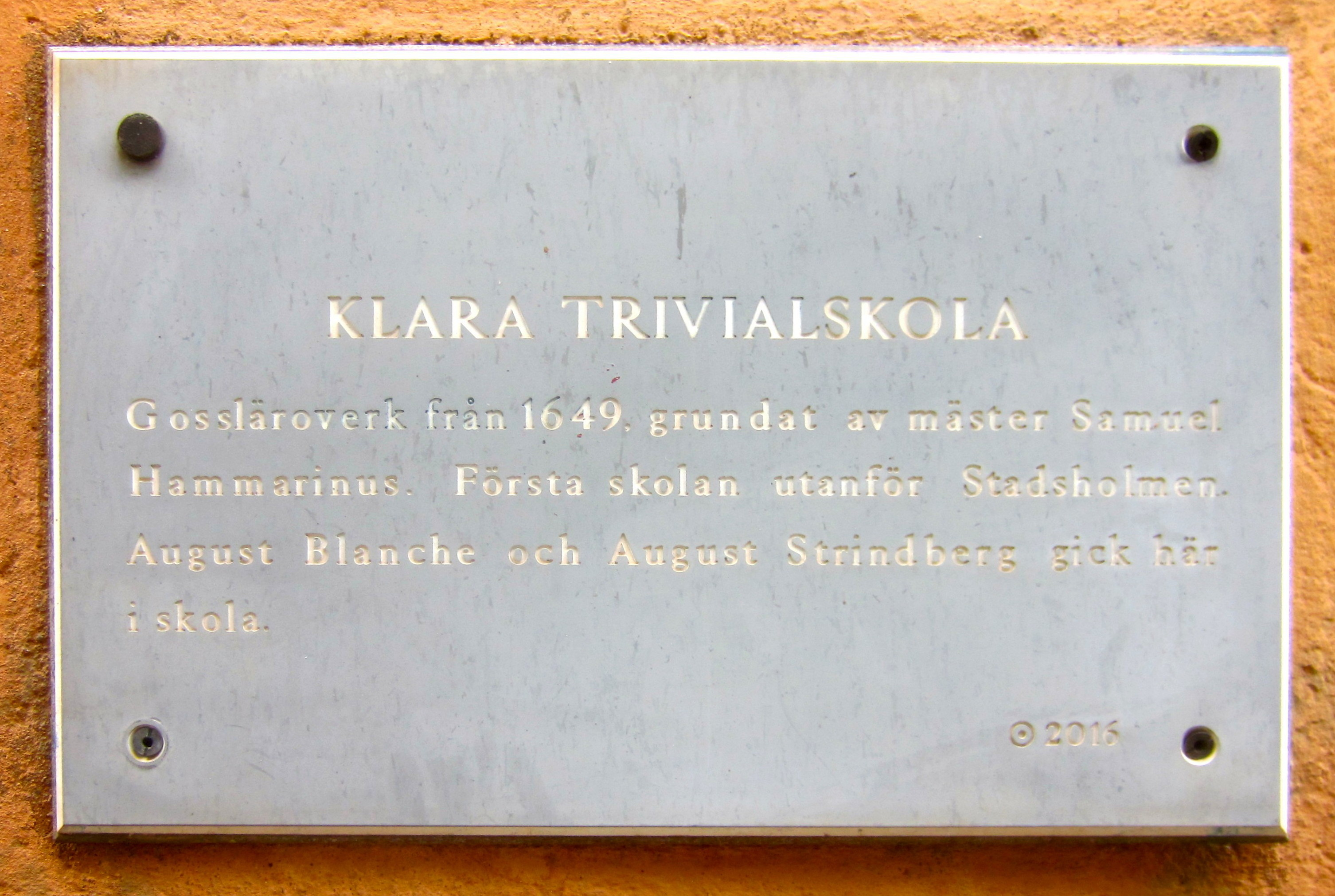
Plakett på fasaden.

En skola för pojkar inrättades för Klara församling 1649 av Mäster Samuel Hammarinus. Undervisningen bedrevs i 5 klasser som bestod av övre och undre avdelningar. Åren 1649-1820 kallades skolan Klara kyrkskola (som från början på 1800-talet även var öppen för flickor), därefter Klara trivialskola 1820-1824, Klara högre lärdomsskola 1824-1857, Klara lägre elementarläroverk 1857-1879 och Klara (lägre) allmänna läroverk 1879-1880. År 1655 byggdes ett skolhus intill Klara kyrka. Där blev skolan kvar till dess att den uppgick i Norra Latinläroverket den 3 september 1880.
Skolan är känd som August Strindbergs första skola där han gick i fyra år från vårterminen 1856, när han var sju år. Skolan är omnämnd i Strindbergs brev och i Gamla Stockholm med den gamla stavningen, Clara skola. Det sägs i August Strindbergs Gamla Stockholm att Clara nunna ligger i gravkällaren på östra gaveln och att hon vandrade i en underjordisk gång till gråbrödraklostret på Riddarholmen och visade sig på kyrkogården
Även Carl Snoilsky, Gustaf Retzius och Edvard Bäckström gick på Klara skola mellan 1850 och 1857 Tidigare gick även August Blanche på skolan, och den återkommer som motiv i flera av hans romaner.

## Bilder

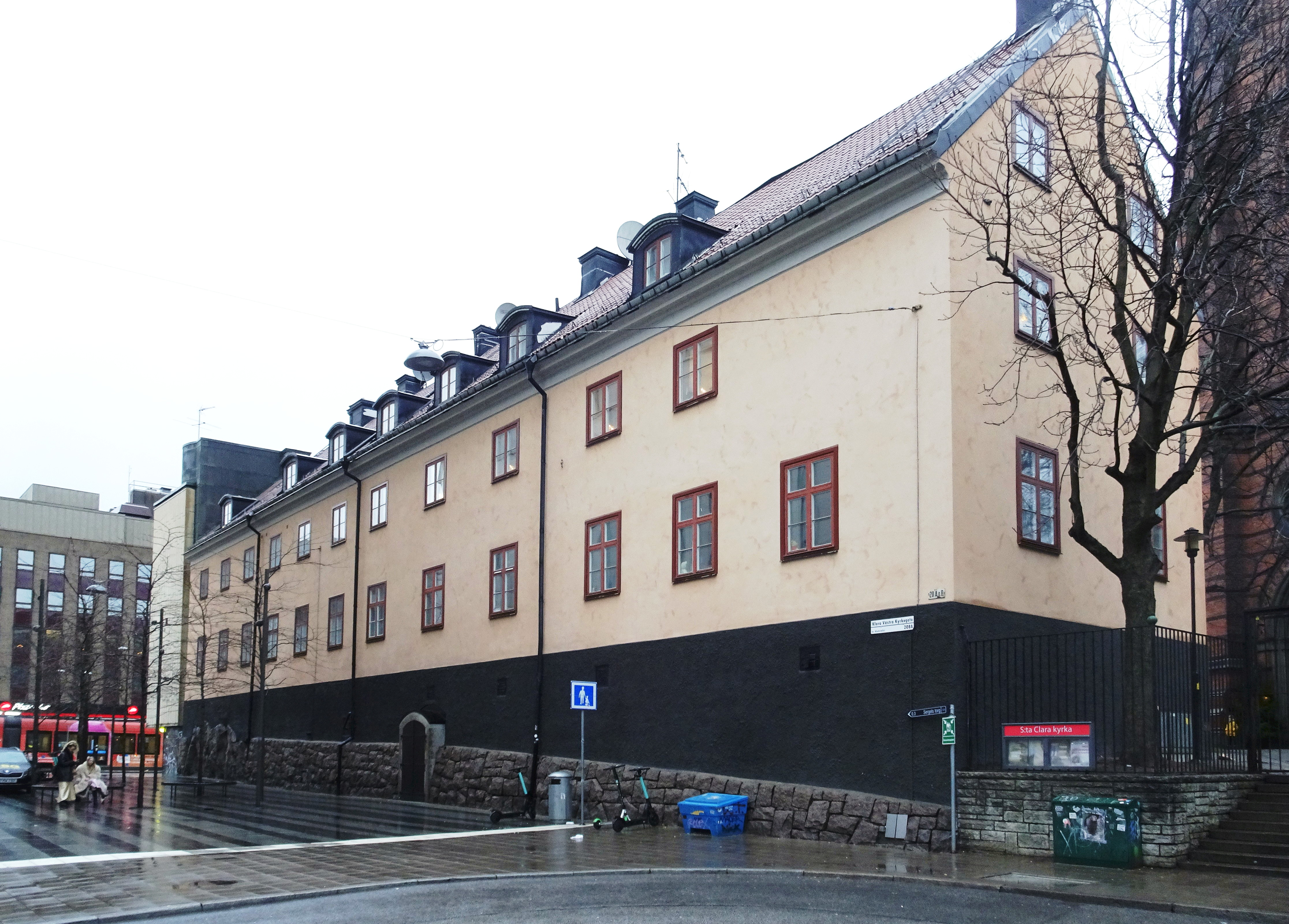
Före detta Klara skola sedd från Klara västra kyrkogata.
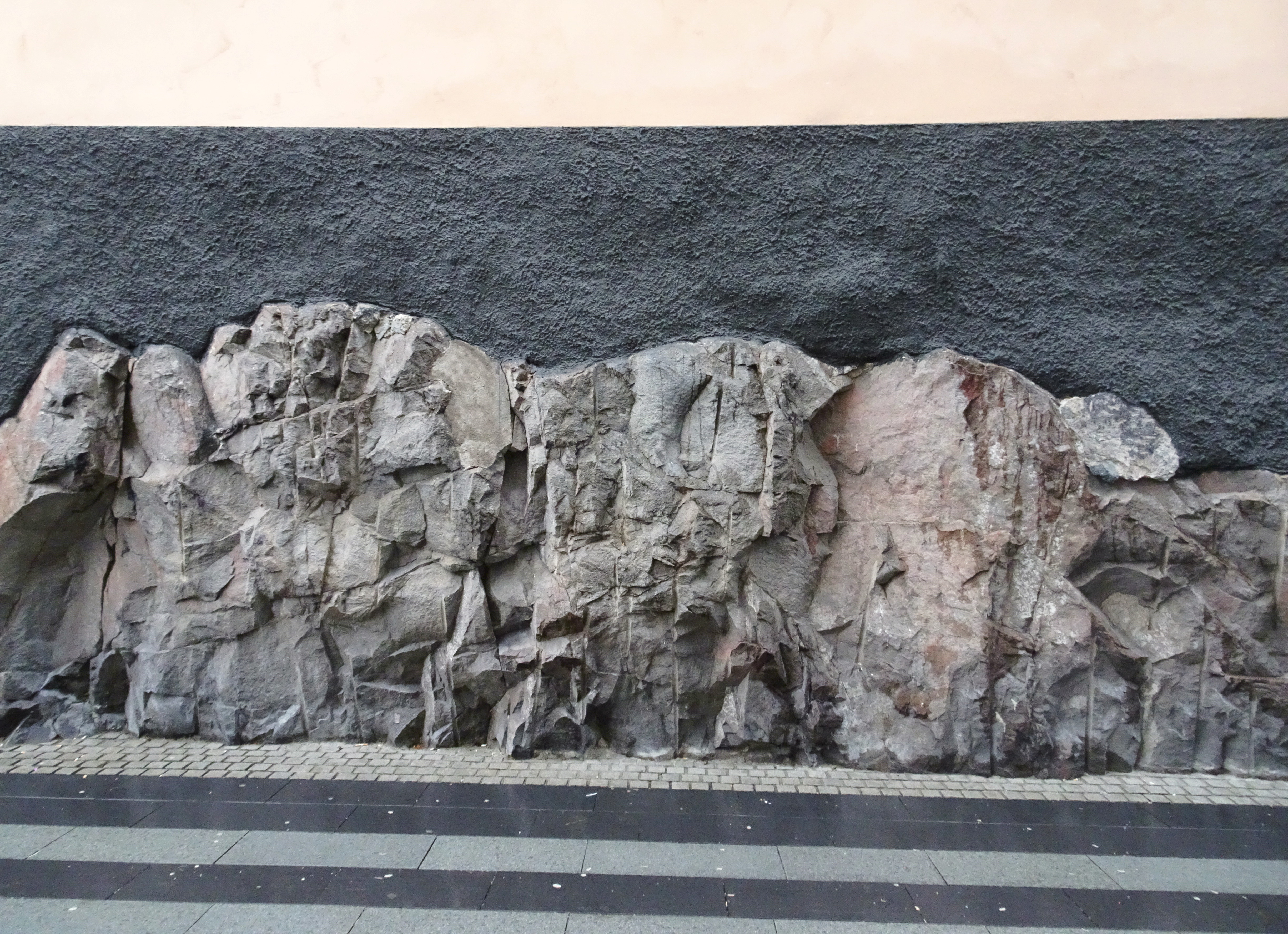
Byggnadens sockel sedd från Klara västra kyrkogata.
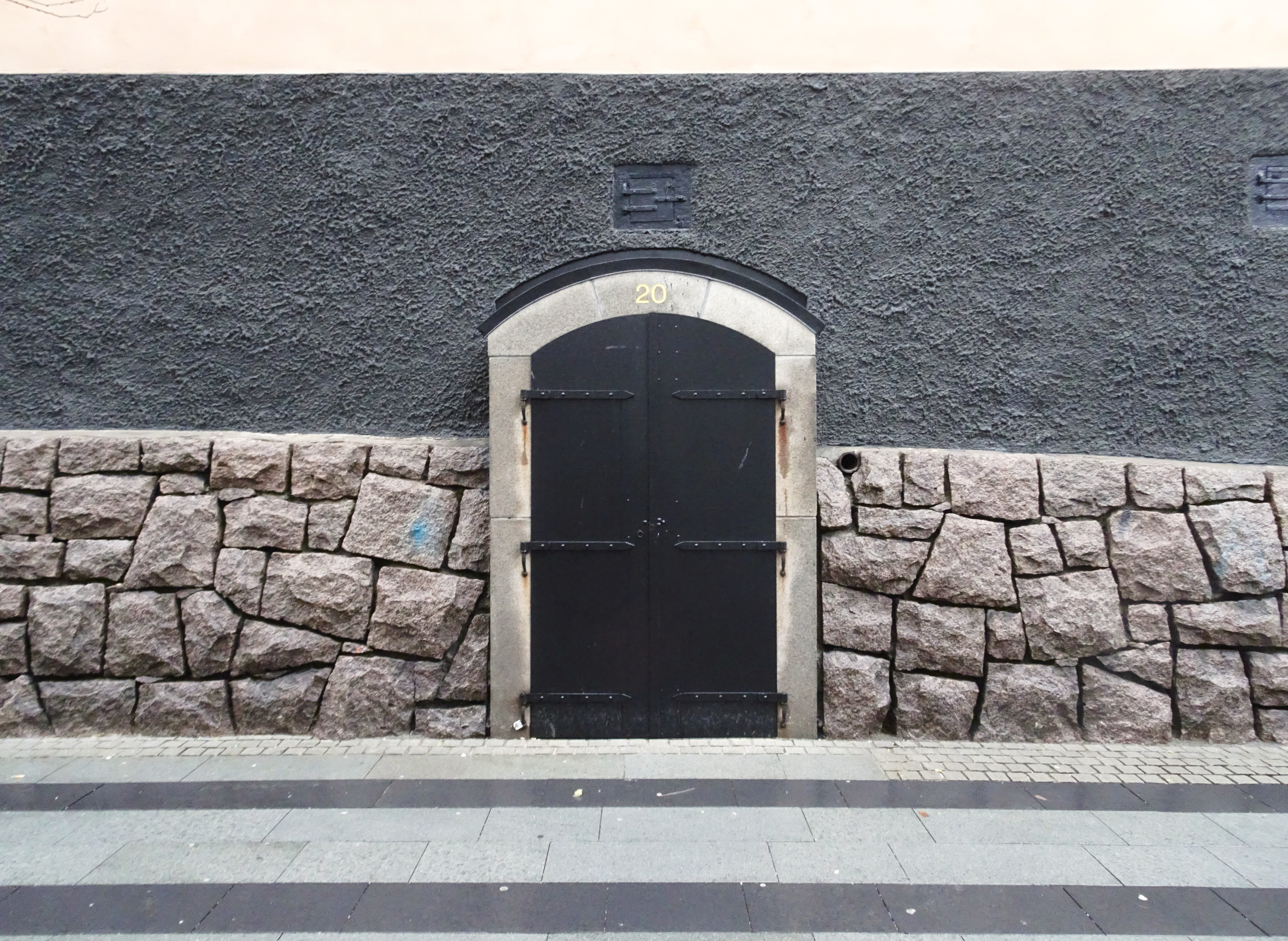
Byggnadens sockel sedd från Klara västra kyrkogata.
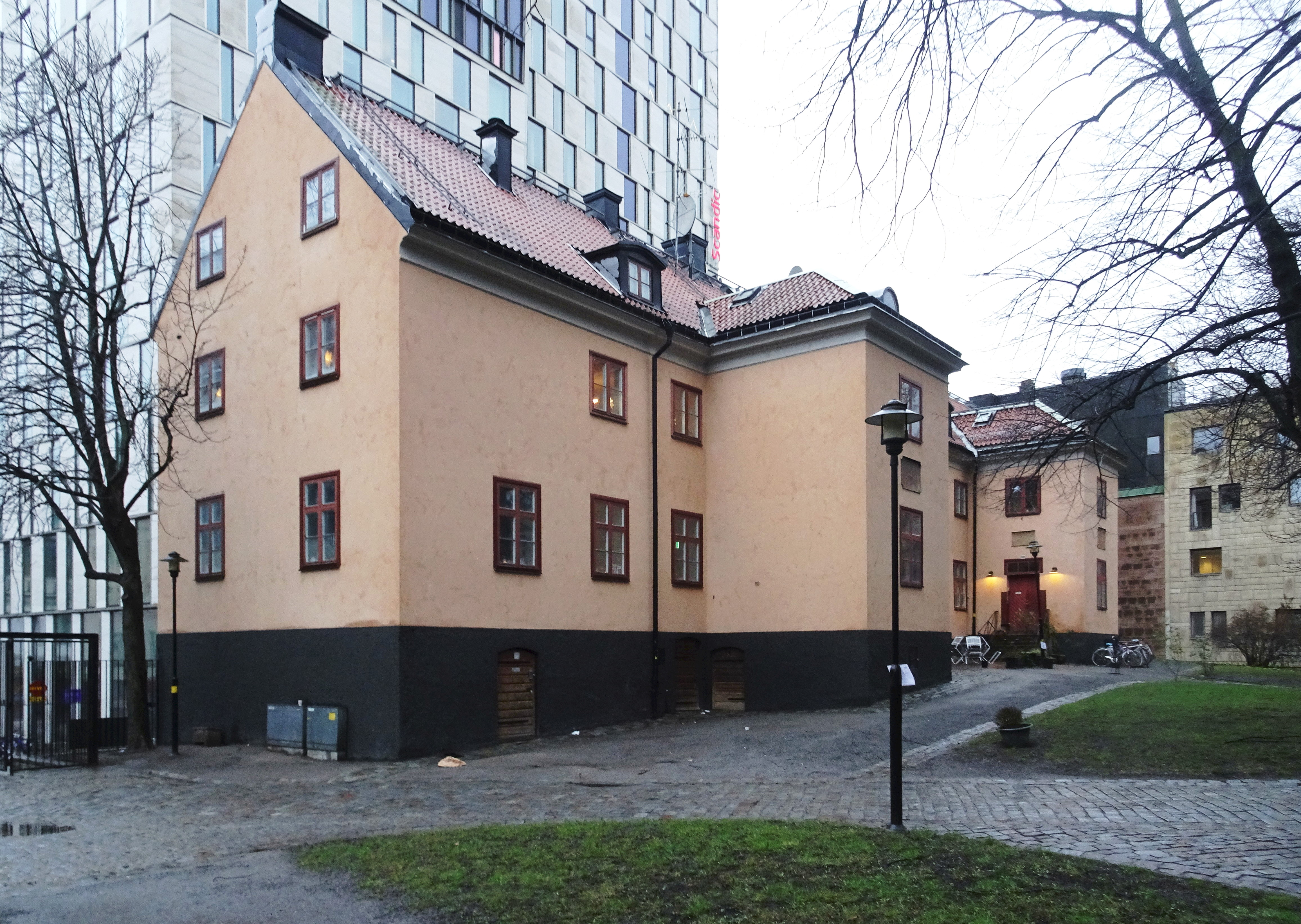
Före detta Klara skola sedd från Klara Kyrkas kyrkogård.